# 森下恵理
森下 恵理（もりした えり、本名：登恵里、1967年8月6日 - ）は日本のシンガーソングライター、タレント。血液型はA型。

## 来歴

### アイドル時代
北海道札幌市出身。4歳の時からピアノを、小学4年生から中学3年生の時までクラシックバレエを習う。1981年、中学2年の時芸映の主催した「HIDEKI（西城秀樹）の弟妹募集!!全国縦断新人歌手オーディション」にて応募総数55,460名の中から準優勝となる。松本伊代のヒット曲「センチメンタル・ジャーニー」を本選で歌い、サビの歌詞「伊代はまだ16だから」を一部変え「恵理はまだ14だから」と歌い、審査員の票を多く獲得したが、西城秀樹が石川秀美を強力にプッシュしたため準優勝にとどまった。
このオーディションがきっかけでスカウトされ、1985年6月21日、加藤和彦プロデュースによるシングル「ブルージン・ボーイ！」（RVC（現BMG JAPAN））でアイドル歌手としてデビュー。オリコンのウィークリーチャート最高位29位を記録した。キャッチフレーズは『齧じってごらん、エキゾチック・フルーツERI』。芸名の森下は、自身が尊敬するバレリーナの森下洋子にあやかる形で名付けた。王道のアイドル路線で、新人賞レースや雑誌で売り出された。同期のアイドルだった本田美奈子、中山美穂、網浜直子、井森美幸らと親交があった。その後、自分で曲を書き始め、シングル「Blue Eyesを抱きしめたい」でシンガーソングライターとしての活動を開始する。また、天然のキャラクターが受け、『週刊ポップマガジン』や『歌謡びんびんハウス』の司会をはじめ、数多くのバラエティー番組に出演し、バラドルとしても活動した。矢沢永吉ファンを公言していたことがある。1989年、結婚を機に芸能界を引退。この年に長男を出産。

### シンガーソングライターとして再デビュー
1996年5月21日 Eriとして、トイズファクトリーよりシングル「強くなれる」で再デビュー。アレンジ、プロデュースも自身が担当した。EL-MALOとコラボしたこともある。
2000年にバンドmonejiを結成し、ライブを中心に活動。2005年にインディーズでアルバム『MONEJI』を発売。その後、メンバーの音楽性の違いからバンドは解散。Nobori Eriの名義でソロ活動を始める。2008年夏、自身レーベルTOM RECORDSを設立。
2013年6月5日 オリジナルニューアルバム『HARDflower』発売。同年7月26日、ソニー・ミュージックエンタテインメント・オーダーメイドファクトリーからアイドル歌手時代の全音源完全収録のベスト盤『森下恵理オールソングコレクション』がリリースされた。
2015年10月4日 オリジナルニューアルバム『Happy Ending Story』発売。
2020年6月21日 森下恵理デビュー35周年を記念して、YouTubeでライブ生配信『Nobori Eri TIME』スタート。
2022年7月10日 上記の生配信番組のタイトルを『Eri好み あなたの時間』にリニューアルオープン。（2023年4月2日には、YouTubeライブ生配信が通算100回を迎える。）
2023年8月30日 東京・木場 ライブハウスIFにて『Nobori Eri LIVE』開催。
2023年12月24日 『まいのアイドルメモリーズ年末感謝祭2023』にゲスト出演。アイドル時代の楽曲(4曲＋アンコール1曲)を披露。(於：東京・四ツ谷SOUND CREEK DOPPO)
2024年4月～ coromを利用した有償ライブ生配信『Eri好み あなたの時間VIPルーム』スタート。YouTube配信と週替わりで生配信。
2025年6月21日 森下恵理デビュー40周年を記念して、ゲストに元はっぴぃえんどの鈴木茂、1985年同期デビューの芳本美代子を迎え『森下恵理40th Anniversary LIVE 2025』開催（於：赤坂CRAWFISH）

## ディスコグラフィー

### 森下恵理時代

#### シングル
|             | 発売日         | タイトル                   | A/B面       | カップリング               | 作詞        | 作曲        | 編曲        | 規格品番    | オリコン 最高位 |
| RCAビクター | RCAビクター    | RCAビクター                | RCAビクター | RCAビクター                | RCAビクター | RCAビクター | RCAビクター | RCAビクター | RCAビクター     |
| ----------- | -------------- | -------------------------- | ----------- | -------------------------- | ----------- | ----------- | ----------- | ----------- | --------------- |
| 1st         | 1985年 6月21日 | ブルージン・ボーイ！       | A面         | ブルージン・ボーイ！       | 安井かずみ  | 加藤和彦    | 武部聡志    | RHS-204     | 29位            |
| 1st         | 1985年 6月21日 | ブルージン・ボーイ！       | B面         | 秘密のダイアリー           | 安井かずみ  | 加藤和彦    | 武部聡志    | RHS-204     |                 |
| 2nd         | 1985年 9月26日 | わたしは街のバレリーナ     | A面         | わたしは街のバレリーナ     | 安井かずみ  | 加藤和彦    | 武部聡志    | RHS-219     | 33位            |
| 2nd         | 1985年 9月26日 | わたしは街のバレリーナ     | B面         | ふられて・フー・フー・     | 安井かずみ  | 加藤和彦    | 国吉良一    | RHS-219     |                 |
| 3rd         | 1986年 2月21日 | Hey!Baby                   | A面         | Hey!Baby                   | 竹内まりや  | 竹内まりや  | 鈴木茂      | RHS-232     | 55位            |
| 3rd         | 1986年 2月21日 | Hey!Baby                   | B面         | 九月のERI                  | 秋元康      | 松尾清憲    | 鈴木茂      | RHS-232     |                 |
| 4th         | 1986年 7月9日  | サマータイム・グラフィティ | A面         | サマータイム・グラフィティ | 湯川れい子  | 加藤和彦    | 国吉良一    | RHS-247     | 45位            |
| 4th         | 1986年 7月9日  | サマータイム・グラフィティ | B面         | ダンスはクラスメイトと     | 秋元康      | 松尾清憲    | 国吉良一    | RHS-247     |                 |
| 5th         | 1987年 6月21日 | Blue Eyesを抱きしめたい    | A面         | Blue Eyesを抱きしめたい    | 佐藤純子    | 森下恵理    | 杉山TOM     | RHS-279     | 144位           |
| 5th         | 1987年 6月21日 | Blue Eyesを抱きしめたい    | B面         | MAMAはナーバス             | 岩里祐穂    | 上田知華    | 中村哲      | RHS-279     |                 |
| BMGビクター |                |                            |             |                            |             |             |             |             |                 |
| 6th         | 1988年 3月21日 | A Way of Escape            | A面         | A Way of Escape            | 森下恵理    | 森下恵理    | 林有三      | B07S-11     |                 |
| 6th         | 1988年 3月21日 | A Way of Escape            | B面         | 聴かせてWorry              | 森下恵理    | 森下恵理    | 林有三      | B07S-11     |                 |

#### オリジナル・アルバム
|             | 発売日          | タイトル           | A/B面       | 収録曲                       | 作詞           | 作曲            | 編曲        | 規格品番                             | オリコン 最高位 |
| RCAビクター | RCAビクター     | RCAビクター        | RCAビクター | RCAビクター                  | RCAビクター    | RCAビクター     | RCAビクター | RCAビクター                          | RCAビクター     |
| ----------- | --------------- | ------------------ | ----------- | ---------------------------- | -------------- | --------------- | ----------- | ------------------------------------ | --------------- |
| 1st         | 1985年 10月21日 | ボーイ・フレンド   | A面         | 中古のムスタング             | 安井かずみ     | 加藤和彦        | 国吉良一    | LP:RHL-8428 CT:RHT-8428              | 114位           |
| 1st         | 1985年 10月21日 | ボーイ・フレンド   | A面         | ダンスはクラスメイトと       | 秋元康         | 松尾清憲        | 国吉良一    | LP:RHL-8428 CT:RHT-8428              | 114位           |
| 1st         | 1985年 10月21日 | ボーイ・フレンド   | A面         | 真冬のデイト                 | 竹内まりや     | 竹内まりや      | 国吉良一    | LP:RHL-8428 CT:RHT-8428              | 114位           |
| 1st         | 1985年 10月21日 | ボーイ・フレンド   | A面         | Kiss Me Tonight              | 安井かずみ     | 加藤和彦        | 鈴木茂      | LP:RHL-8428 CT:RHT-8428              | 114位           |
| 1st         | 1985年 10月21日 | ボーイ・フレンド   | A面         | ブルージン・ボーイ!          | 安井かずみ     | 加藤和彦        | 武部聡志    | LP:RHL-8428 CT:RHT-8428              | 114位           |
| 1st         | 1985年 10月21日 | ボーイ・フレンド   | B面         | わたしは街のバレリーナ       | 安井かずみ     | 加藤和彦        | 武部聡志    | LP:RHL-8428 CT:RHT-8428              | 114位           |
| 1st         | 1985年 10月21日 | ボーイ・フレンド   | B面         | ちょっぴり・ボーイフレンド   | 安井かずみ     | 加藤和彦        | 鈴木茂      | LP:RHL-8428 CT:RHT-8428              | 114位           |
| 1st         | 1985年 10月21日 | ボーイ・フレンド   | B面         | Hey!Baby                     | 竹内まりや     | 竹内まりや      | 鈴木茂      | LP:RHL-8428 CT:RHT-8428              | 114位           |
| 1st         | 1985年 10月21日 | ボーイ・フレンド   | B面         | トワイライト                 | 鈴木博文       | 呉田軽穂        | 国吉良一    | LP:RHL-8428 CT:RHT-8428              | 114位           |
| 1st         | 1985年 10月21日 | ボーイ・フレンド   | B面         | 恋の祈り                     | 安井かずみ     | 呉田軽穂        | 国吉良一    | LP:RHL-8428 CT:RHT-8428              | 114位           |
| BMGビクター |                 |                    |             |                              |                |                 |             |                                      |                 |
| 2nd         | 1988年 3月21日  | 嘆きのプリマドンナ | A面         | Purple Train                 | 岩里祐穂       | 上田知華        | 崎谷健次郎  | LP:RHL-8482 CD:R32H-1065 CT:RHT-8482 |                 |
| 2nd         | 1988年 3月21日  | 嘆きのプリマドンナ | A面         | Blue Eyesを抱きしめたい      | 佐藤純子       | 森下恵理        | 杉山TOM     | LP:RHL-8482 CD:R32H-1065 CT:RHT-8482 |                 |
| 2nd         | 1988年 3月21日  | 嘆きのプリマドンナ | A面         | A Way of Escape              | 森下恵理       | 森下恵理        | 林有三      | LP:RHL-8482 CD:R32H-1065 CT:RHT-8482 |                 |
| 2nd         | 1988年 3月21日  | 嘆きのプリマドンナ | A面         | テーブルクロス               | 佐藤純子       | 松藤英男        | 杉山TOM     | LP:RHL-8482 CD:R32H-1065 CT:RHT-8482 |                 |
| 2nd         | 1988年 3月21日  | 嘆きのプリマドンナ | A面         | Blind Date〜真夜中の恋人     | 岩里祐穂       | 上田知華        | 杉山TOM     | LP:RHL-8482 CD:R32H-1065 CT:RHT-8482 |                 |
| 2nd         | 1988年 3月21日  | 嘆きのプリマドンナ | A面         | MAMAはナーバス               | 岩里祐穂       | 上田知華        | 中村哲      | LP:RHL-8482 CD:R32H-1065 CT:RHT-8482 |                 |
| 2nd         | 1988年 3月21日  | 嘆きのプリマドンナ | B面         | High Time To LOVE            | 上田知華&Glico | 上田知華        | 杉山TOM     | LP:RHL-8482 CD:R32H-1065 CT:RHT-8482 |                 |
| 2nd         | 1988年 3月21日  | 嘆きのプリマドンナ | B面         | 聴かせてWorry                | 森下恵理       | 森下恵理        | 林有三      | LP:RHL-8482 CD:R32H-1065 CT:RHT-8482 |                 |
| 2nd         | 1988年 3月21日  | 嘆きのプリマドンナ | B面         | 無邪気になりたい             | 岩里祐穂       | 上田知華        | 中村哲      | LP:RHL-8482 CD:R32H-1065 CT:RHT-8482 |                 |
| 2nd         | 1988年 3月21日  | 嘆きのプリマドンナ | B面         | アイスキャンディー・ベイビー | 岩里祐穂       | 和泉常寛        | 崎谷健次郎  | LP:RHL-8482 CD:R32H-1065 CT:RHT-8482 |                 |
| 2nd         | 1988年 3月21日  | 嘆きのプリマドンナ | B面         | Good Day, My Time            | 森下恵理       | 森下恵理        | 杉山TOM     | LP:RHL-8482 CD:R32H-1065 CT:RHT-8482 |                 |
| 2nd         | 1988年 3月21日  | 嘆きのプリマドンナ | B面         | 嘆きのプリマドンナ           | 佐藤純子       | George A.Fisher | 杉山TOM     | LP:RHL-8482 CD:R32H-1065 CT:RHT-8482 |                 |

#### ベスト・アルバム
※VIVID SOUNDよりリリース
※ソニー・ミュージックエンタテインメントよりリリース

### Eri時代

#### シングル
|                    | 発売日             | タイトル             | カップリング           | 規格品番           | タイアップ                                |
| トイズファクトリー | トイズファクトリー | トイズファクトリー   | トイズファクトリー     | トイズファクトリー | トイズファクトリー                        |
| ------------------ | ------------------ | -------------------- | ---------------------- | ------------------ | ----------------------------------------- |
| 1st                | 1996年 5月21日     | 強くなれる           | Go To Summertime       | TFDC-28045         | CX系「ガールズplus1」エンディング・テーマ |
| 2nd                | 1996年 11月11日    | Green & Red          | 雪が舞い降りる         | TFCC-88086         |                                           |
| 3rd                | 1996年 11月21日    | Fall in loving time  | 青い光                 | TFCC-88085         |                                           |
| 4th                | 1999年 5月21日     | love is no name      | 欠け逝く月/……/抱懐     | TFCC-87026         | デジタルツーカー九州「ついてる40」CM曲    |
| 5th                | 1999年 11月21日    | The end of the world | Living in Heaven/ only | TFCC-87044         |                                           |

#### ベスト・アルバム
以上、全てトイズファクトリーよりリリース

### moneji時代

#### アルバム
※インディーズよりリリース

### Nobori Eri時代

#### シングル
- pause　c/w イメージ/語り手のない本（2008年9月）
- Change The World（2015年6月）

#### アルバム
以上、全てTOM RECORDSよりリリース

## 出演

### テレビ番組
- 8時だョ!全員集合（1985年、TBS系）
- 新・花の聖カトレア学園（1985年10月 - 1986年3月、テレビ東京系）
- 週刊ポップマガジン（1985年、テレビ東京系）
- 鶴太郎のテレもんじゃ（1986年、日本テレビ系）
- 鶴ちゃんのおもいっきりポコポコ（1986年4月 - 10月、テレビ朝日系）[2]
- 歌謡びんびんハウス（1987年11月 - 1988年9月、テレビ朝日系）
- 加トちゃんケンちゃんごきげんテレビ（1988年、TBS系）

### 映画
- 未来忍者 慶雲機忍外伝（1988年） - 主演：サキ姫 役

### ドラマ
- 中森明菜・メロドラマ 「もう一度逢いたい 忘れられない恋人…」（1991年3月28日、フジテレビ）

### ラジオ
- ラジオDE ME HER ヤングアイドル・ナイトパーティ（1985年10月 - 1986年4月、文化放送）